# Joe Orton
Joe Orton (* 1. Januar 1933 in Leicester; † 9. August 1967 in London) war ein britischer Dramatiker.

## Leben
Orton entstammte dem Arbeitermilieu. Von 1950 bis 1953 studierte er an der Royal Academy of Dramatic Art in London. Er bestritt seinen Lebensunterhalt unter anderem als Aktmodell. 1963 verbüßte er zusammen mit seinem Lebensgefährten Kenneth Halliwell eine Gefängnisstrafe für den Diebstahl von Bibliothekseigentum und dessen Besudelung mit Obszönitäten.
Orton hatte vor seinem internationalen Erfolg auf dem Theater Erzählungen geschrieben, ohne zu Lebzeiten Veröffentlichungen zu erreichen. In den ersten Jahren war Halliwell eine Art Lehrer für Orton, der nur eine sehr oberflächliche Bildung besaß, und half diesem bei der Entwicklung seines Schreibstils, den man später „Ortonesque“ nennen sollte.
Halliwell ertrug den alleinigen Erfolg seines Lebenspartners nicht. In einem Abschiedsbrief bezog sich Halliwell auch auf den letzten Abschnitt von Ortons Tagebuch, in dem dieser eine Vielzahl sexueller Abenteuer schildert. Halliwell erschlug Orton am 9. August 1967 mit neun Hammerschlägen und nahm sich mit Tabletten das Leben. Beide wurden am nächsten Tag von einem Chauffeur gefunden, der Orton zu einem Treffen mit den Beatles bringen sollte, für die er ein Drehbuch geschrieben hatte. Halliwell und Orton wurden im Golders Green Crematorium in London eingeäschert, wo sich auch ihre Asche befindet. 
Orton, der in seinen wenigen Stücken häufig Tabus der Zeit brach, schrieb nur über einen Zeitraum von drei Jahren für das Theater.
Stephen Frears verfilmte 1987 das Leben von Joe Orton unter dem Titel Das stürmische Leben des Joe Orton (engl. Prick Up Your Ears) mit Gary Oldman in der Rolle von Joe Orton und Alfred Molina als Halliwell. Der Film beruht auf der gleichnamigen Biographie von John Lahr.

## Werke

### Dramen
- UA 1964: Seid nett zu Mr. Sloane (Entertaining Mr. Sloane, West End, 1969 verfilmt unter gleichem Titel)
- UA 1965: Beute (Loot, West End, 1969 verfilmt als Die größten Gauner weit und breit, OT Loot)
- UA 1966: The Erpingham Camp
- UA 1967: The Good and Faithful Servant
- UA 1968: Funeral Games
- UA 1969: What the Butler Saw (Queen’s Theatre, West End)

- 1964: The Ruffian on the Stair (Radioausstrahlung)
- 2001: Fred and Madge (geschrieben 1959, publiziert 2001, bislang nicht aufgeführt)
- 2001: The Visitors (geschrieben 1961, publiziert 2001, bislang nicht aufgeführt)

### Drehbücher
- Up against it (nicht umgesetzt)
- 1967: The Good and Faithful Servant (Fernsehfilm, Abwandlung seines gleichnamigen Theaterstückes)
- 1968: Funeral Games (Fernsehfilm, Abwandlung seines gleichnamigen Theaterstückes)

### Romane
Alle Romane wurden posthum veröffentlicht.
- 1971: Head to Toe
- 1999: Lord Cucumber (geschrieben mit Halliwell)
- 1999: The Boy Hairdresser (geschrieben mit Halliwell)
- 2001: Between Us Girls

### Tagebücher
- The Orton Diaries (Hrsg.: John Lahr)

## Einzelbelege
1. ↑  Joe Orton, John Lahr: The Complete Plays: The Ruffian on the Stair, Entertaining Mr. Sloan, The Good and Faithful Servant, Loot, The Erpingham Camp, Funeral Games, What the Butler Saw. Grove Press, New York 1990, ISBN 0-802-13215-4, S. 13, 14. (englisch)
2. ↑  Simon Shepard: Because We're Queers. The Life and Crimes of Kenneth Halliwell and Joe Orton. GMP, London 1989, ISBN 0-854-49090-6, S. 88. (englisch)
3. ↑  Hardenberg Schauspielführer. Dortmund. Hardenberg Verlag. 1997, Personenartikel zu Orton
4. ↑  Francesca Coppa: Joe Orton. A Casebook. Routledge, London 2002, ISBN 0-815-33627-6, S. 2. (englisch)
5. ↑  Axel Schock: Asche zu Asche (Letzte Orte IV). 2. Dezember 2016, abgerufen am 2. März 2019 (deutsch).
6. ↑  Das stürmische Leben des Joe Orton in der International Movie Database: http://www.imdb.com/title/tt0093776/
7. ↑  John Lahr: Prick Up Your Ears. The Biography of Joe Orton. University of California Press, Berkeley 2000, ISBN 0-520-22666-6, S. 33. (englisch)